# Peters Operncafé Hartauer

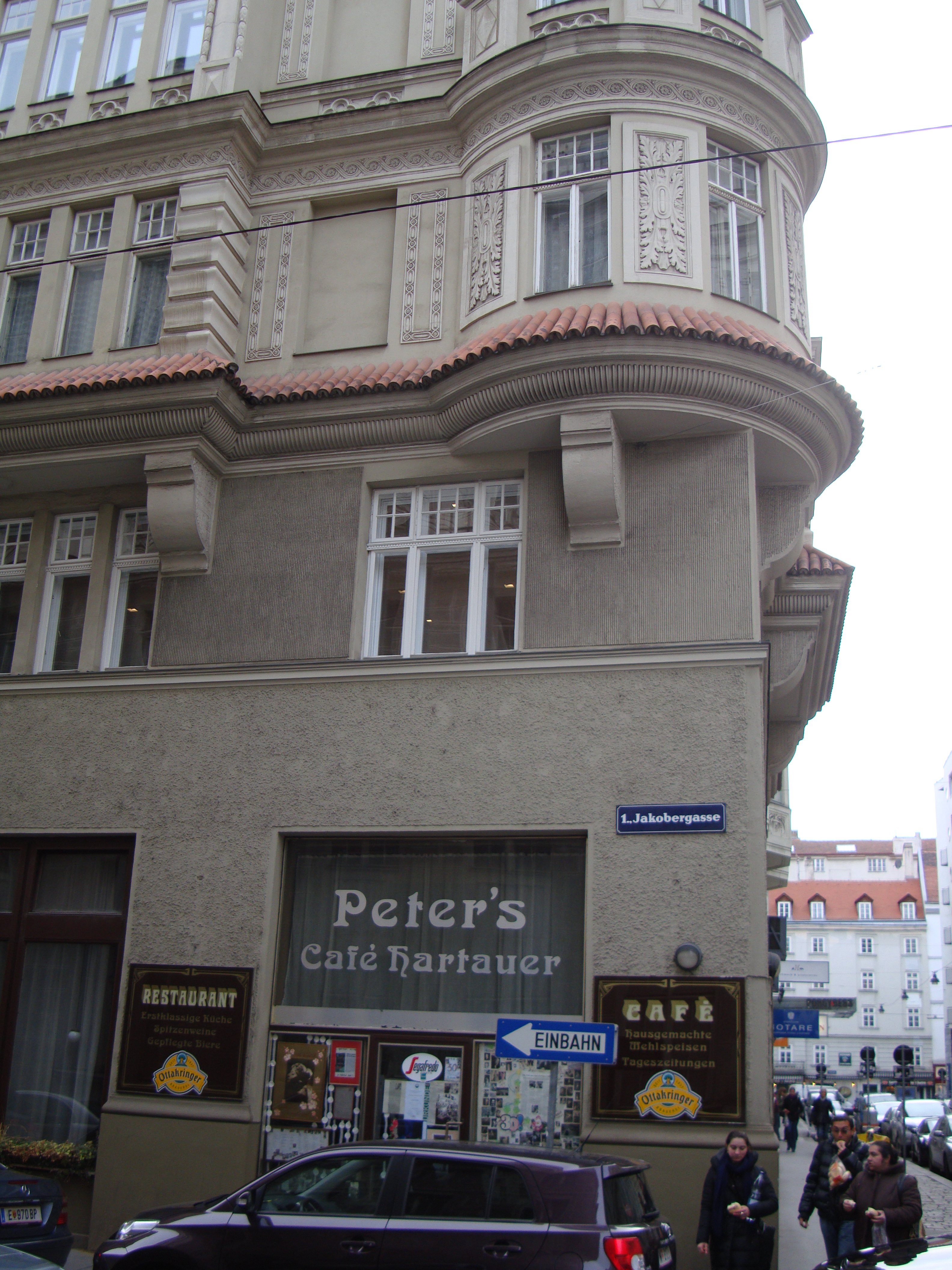
Peters Operncafé Hartauer

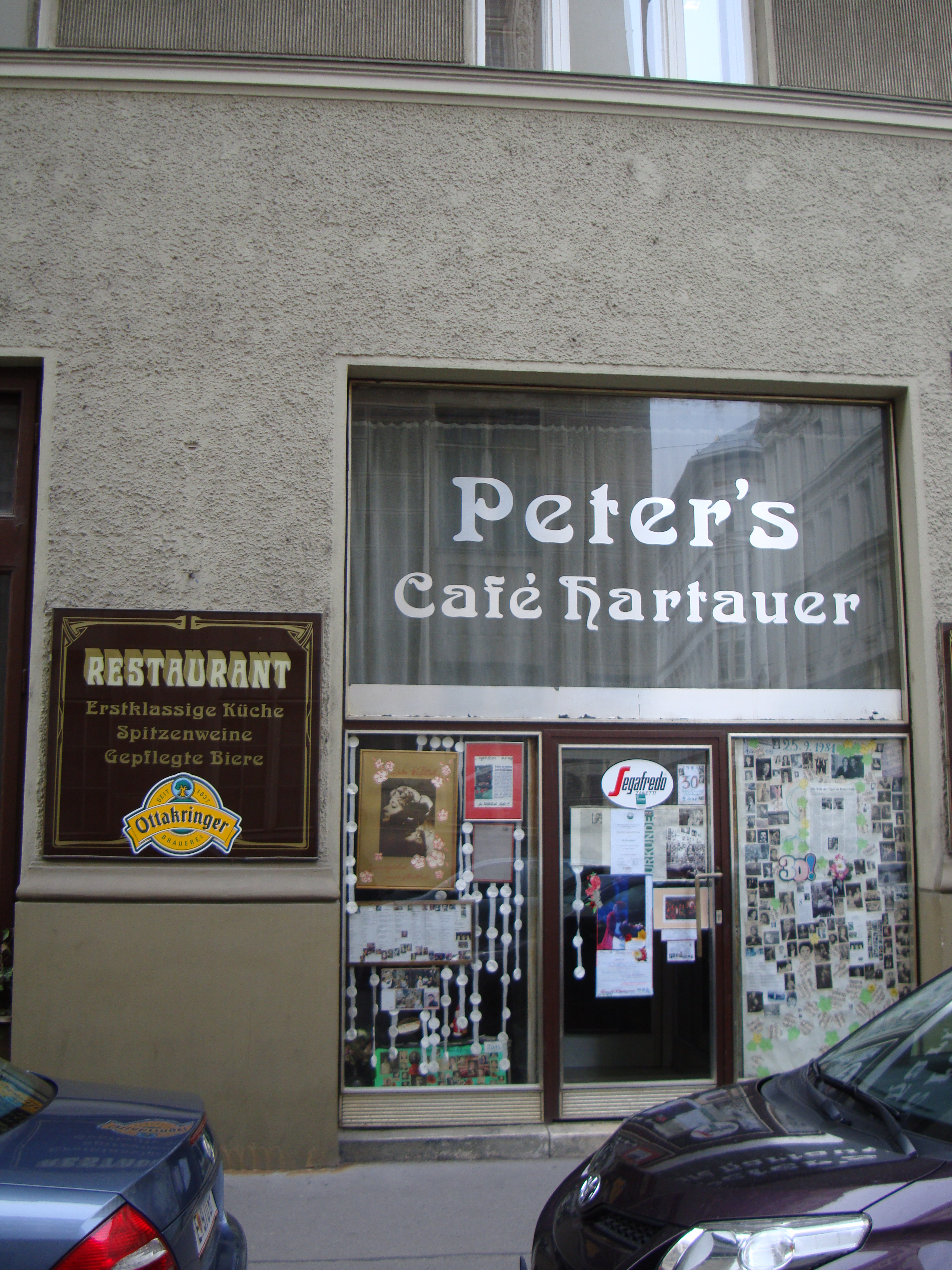
Peters Operncafé Hartauer

Peters Operncafé Hartauer, auch Café Hartauer oder Peters Operncafé, ist ein Caféhaus und wird als Künstlercafé bezeichnet. Es befindet sich im 1. Wiener Gemeindebezirk Innere Stadt in der Riemergasse 9, Ecke Jakobergasse.

## Geschichte und Lokal
Das Lokal wurde am 25. September 1981 durch den Wiener Gastronomen Peter Jansky gegründet. Die Eröffnung erfolgte im Anschluss an die Uraufführung der Oper Baal von Friedrich Cerha, die zuvor am selben Abend in der Wiener Staatsoper stattgefunden hatte. Stargast der Eröffnung war die Opernsängerin Martha Mödl. Jansky beabsichtigte, ein Caféhaus zu schaffen, das speziell den Freunden von Belcanto und Oper allgemein gewidmet war. Er hatte sich zuvor bereits für den Erhalt und die Neuadaptierung des alten Wiener Centralbads in der unweit gelegenen Weihburggasse engagiert und einen Teil dieses Lokals (ohne Badebetrieb) seit Ende der 1970er Jahre als Caféhaus unter dem Namen „Kaiserbründl“ geführt.
In der Umgebung von Janskys Operncafé Hartauer waren mehrere Behörden und Verwaltungseinrichtungen angesiedelt, darunter das Finanzamt Innere Stadt und das „Gerichtsgebäude Riemergasse“. Trotz städtebaulicher „Entwicklungsmaßnahmen“, Absiedlungen von Amtsgebäuden und die durch die Freigabe der Geschäftsmieten bedingte Veränderung der sozio-kulturellen Struktur des Gemeindebezirks konnte Jansky das Café Hartauer nahezu unverändert weiterführen.
An den Wänden des Cafés hängen Fotos, Autogrammfotos und signierte Autogrammkarten von Stars der Wiener Staatsoper. Der Schwerpunkt der Fotografien liegt auf den weiblichen Opernstars des 20. Jahrhunderts. Ausnahmen bilden hier lediglich der Countertenor Klaus Nomi und die Filmschauspielerin Zarah Leander. Für die Opernsängerin Rita Streich ist eine eigene kleine Vitrine eingerichtet. Das öffentlich zugängliche Gästebuch verzeichnet Einträge und Unterschriften zahlreicher bekannter Opernsänger, die an der Wiener Staatsoper auftraten. Die Opernsängerin Ljuba Welitsch war im Café Hartauer Stammgast. Zu den Schauspielern, die das Café regelmäßig besuchten, gehörten unter anderem Marianne Schönauer, Gusti Wolf, Klaus Maria Brandauer und Wilfried Baasner.
Es werden Gerichte der klassischen Wiener Küche serviert, auch Imbisse und Snacks (Gulaschsuppe, Toast). Das Lokal verfügt über eine ausführliche Weinkarte.

## Architektur
Das Gebäude des Cafés wurde 1910 nach Plänen des Architekten Eugen Felgel als Miethaus erbaut. Für die bauliche Durchführung war Franz Zelenka verantwortlich. Als Frühwerk Eugen Felgels ist das Haus Riemergasse 9 deutlich von der Schule Otto Wagners beeinflusst. Der Architekturkritiker Friedrich Achleitner beschrieb das Gebäude in seinem Hauptwerk Österreichische Architektur im 20. Jahrhundert so: „Felgel, dem kurz vor dem Ersten Weltkrieg einige sehr schön konzipierte Stadthäuser gelangen, scheint hier noch mehr im Motivischen verhaftet zu sein.“ In Reiseführern und Szene-Guides wird das Lokal daher unter anderem als „Jugendstillokal“ oder „Jugendstilcafé“ bezeichnet.

## Rezeption
Im Reisejournal der Financial Times im Juni 2007 beschrieb Neville Walker unter anderem das Café Hartauer und den Flohmarkt in der Kettenbrückengasse als Sinnbilder für die heutige Wiener Exzentrizität. Er beschrieb das Operncafé als einen „Tempel für tote Diven, einen Ort mit wehmütiger Stimmung und einer feierlichen Obsoleszenz; ein Ort, an dem die Zeit still zu stehen scheint. Die Atmosphäre entspreche eher der einer Séance als der einer musikalischen Abendunterhaltung.“
Peters Operncafé Hartauer wird außerdem in mehreren Reiseführern, Stadtführern und Szeneführern als Lokaltipp erwähnt und ausgewählt. So listet zum Beispiel der Wiener Journalist Walter W. Weiss (* 1961) das Café Hartauer in seinem bei DuMont erschienenen Reise-Taschenbuch Wien in der Rubrik „Tipps & Adressen – Nachtleben“ auf. Er beschreibt das Café als „liebenswert kuriose[n] Ort nicht nur für Opern-Freaks“. Der Marco Polo Reiseführer Wien. Wenig Geld, viel erleben von Diane Naar-Elphee und Walter M. Weiss listet das Café Hartauer in der Kategorie „Nachtleben“ auf. Die Autoren beschreiben das Café als „Institution“, als „Ort der Begegnung und Diskussion“ für Opernbegeisterte. Als Insider-Tipp findet Erwähnung, dass zahlreiche Opernstars „mit einer Schar treuer Verehrer im Schlepptau“ dort häufig auf einen nächtlichen Imbiss vorbeikommen. Christopher Wurmdobler übertitelt in seinem Kaffeehausführer die Beschreibung des Cafés mit „Peters Operncafé Hartauer – hier sind die Stars der Opernwelt zu Hause“. Laut dem Szeneführer Schwules Wien von Andreas Brunner und Hannes Sulzenbacher ist das Café Hartauer ein „Muß für Opernfans“.